# Turgiele
Turgiele (lit. Turgeliai) – wieś leżąca 18 km na północny wschód od Solecznik nad Mereczanką. Siedziba gminy Turgiele (118,6 km², 2866 osób). W Turgielach mieszka 670 osób, w Taboryszkach 380, a w Pasiekach 200.

## Historia
Turgiele – wyraz pochodzenia litewskiego od wyrazu turgus, czyli targ, rynek. Turgiele w przeszłości nazywane Mały Merecz albo Merecz Mongirdowski. Położone nad Mereczanką, ponad doliną tej rzeki. Dawniej Mereczankę nazywano Mereczem, a tę nazwę przyjęło wiele wsi.
Kościół pod wezwaniem Matki Bożej wzniesiony około 1511 roku, a fundatorami byli Wacław i Aleksander Mongirdowiczowie oraz Wiktor Gabriałowicz i Mikołaj Michniewicz. Nowy, murowany wybudowano w latach 1835–1837, kiedy parafią zarządzał ks. Atanazy Ihnatowicz.
W 1905 roku w Turgielach działała początkowa wiejska szkoła. W 1903 roku Turgiele uzyskały status miasteczka i liczyły 196 mieszkańców. Słynęły z dużego jarmarku w ciągu roku – w dniu 8 maja. 18 kwietnia 1919 r. podczas wojny polsko-bolszewickej, polska kawaleria pod dowództwem ppłk. Władysława Beliny-Prażmowskiego (1888–1938) wkroczyła w rejon Turgieli, by stąd dokonać uderzenia na Wilno. Za II RP siedziba wiejskiej gminy Turgiele.
Z Turgielami związany był ks. prałat Józef Obrembski. 12 czerwca 1932 roku otrzymał święcenia kapłańskie, po czym od razu zabrany został przez księdza dziekana Pawła Szepeckiego do Turgiel, gdzie bywał jeszcze jako kleryk. Ksiądz Józef Obrembski pracował w Turgielach osiemnaście lat: od 1932 do 1950 roku. Spełniał nie tylko obowiązki duszpasterskie, ale też wykonywał mnóstwo pracy społecznej. W Turgielach ks. J. Obrembski zaprzyjaźnił się z generałem Lucjanem Żeligowskim, który po przewrocie majowym (1926 r.) otrzymał ziemię w Andrzejowie koło Turgieli.
28 grudnia 1943 r. oddział (115 ludzi) Gracjana Fróga „Szczerbiec” i oddział „Tońka” przeprowadziły udany atak na posterunek policji litewskiej w Turgielach. Litwini do końca okupacji niemieckiej nie mieli posterunku w Turgielach. Okolice Turgiel zostały oczyszczone z niemieckich i litewskich okupantów i powstała słynna akowska Rzeczpospolita Turgielska. W kwietniu 1944 roku we wsi stacjonowała Kompania Szturmowa 3 Brygady Wileńskiej AK kpt. Romualda Rajsa „Burego”.
Przy ulicy wileńskiej 27 znajduje się Gimnazjum im. Pawła Ksawerego Brzostowskiego, w którym nauczanie prowadzone jest w języku polskim. Szkołę założono w 1994 roku. W roku szkolnym 2024/25 uczęszcza do niego 172 uczniów. Dyrektorem placówki jest Iwona Tyszkiewicz. Zatrudnionych jest 29 nauczycieli. Przy szkole działa muzeum poświęcone postaci Brzostowskiego, twórcy Rzeczypospolitej Pawłowskiej. 

## Zabytki
- Kościół parafialny pw. Wniebowzięcia NMP zbudowany w latach 1835–1837 w stylu neobarokowym
- Kaplica grobowa Kobylińskich z 1850 r.